# Făgețel, Hunedoara

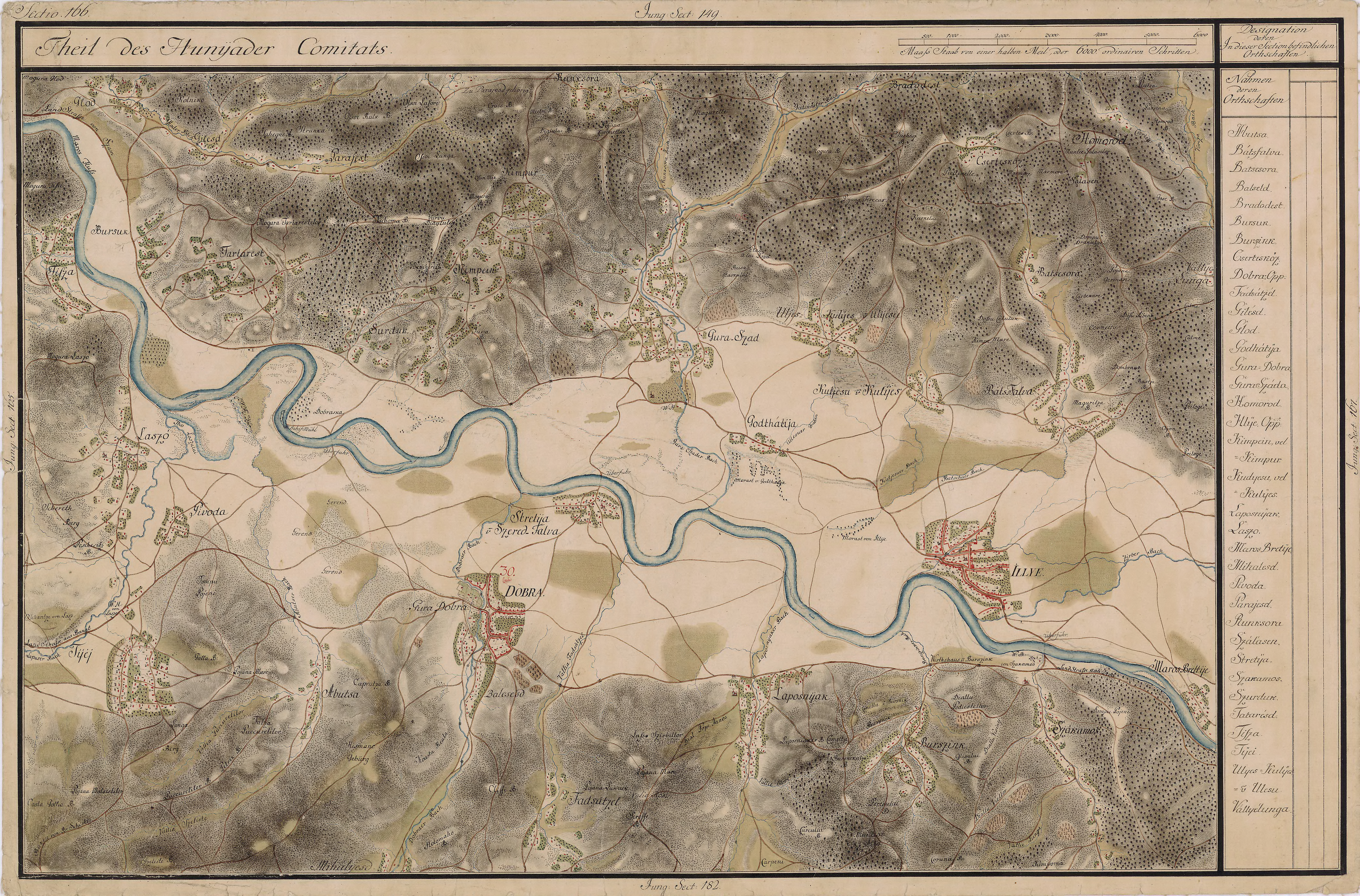
Făgețel în Harta Iosefină a Transilvaniei, 1769-1773

Făgețel este un sat în comuna Dobra din județul Hunedoara, Transilvania, România.